# 高容量彩色條碼
高容量彩色條碼（英語：High Capacity Color Barcode）是一種帶顏色的二維條碼。2013年，微軟宣布正式停止彩色條碼應用服務，微軟彩色條碼結束其短暫的產品週期。

## 原理
彩色條碼主要是結合帶有視像鏡頭的手提電話或個人電腦，利用鏡頭來閱讀雜誌、報紙、電視機或電腦螢幕上的顏色條碼，並傳送到數據中心。數據中心會因應收到的顏色條碼來提供網站資料或消費優惠。
彩色條碼比一般單色二維條碼優勝的地方，是它可以利用較低的解像度來提供較高的數據容量。一方面，顏色條碼無需要較高解像度的鏡頭來解讀，使溝通從單向變成雙方面，二來較低的解像度亦令使用條碼的公司在條碼上加上變化，以提高讀者參與的興趣。

## 普及程度
由於在日本和韓國，帶有鏡頭的手機的普及率高達60%，這使顏色條碼得以廣泛應用。現時這種條碼曾在以下場合使用過：
1. 在一次電視劇的播出中，電視台在畫面打出條碼，要求觀眾選擇他們希望看到的結局。
2. 有汽車雜誌在廣告裡附上條碼，使讀者透過手機或個人電腦得知該款車的售價及可提供的選擇。

## 微軟彩色條碼
微軟彩色條碼發明者為Gavin Jancke（現任職於微軟研究實驗室）
條碼長久以來一直是黑白顏色，為儲存更多資料，日本更研發出二維QR條碼。美國微軟公司（Microsoft）希望能推動條碼革命，使之彩色化，而開發出彩色條碼（High Capacity Color Bar Code）——「利用色彩來儲存更多的資訊」，新的彩色條碼將使用4或8種顏色，在較少的空間中儲存更多的資訊，並以小三角形取代傳統的長方形。由CNET新聞中公布的圖片看來，類似彩色版的二維QR條碼。
彩色條碼未來計畫用於電影、電玩等商業性媒介上，以冀提供更高的安全性，甚至電影宣傳片連結或其他附加功能。
- 彩色條碼目前的缺點：

1. 對標籤的列印品質也有較高的要求，使得其不適合運輸標籤。
2. 標準的條碼讀取裝置不能讀取彩色條碼。

## 外部連結
- MSNBC：利用顏色條碼在網上沖浪 （页面存档备份，存于） (英語)
- Colorzip Media的示範 Flash 檔 （页面存档备份，存于） (英語)
- 微軟開發彩色條碼，資料儲存量更大